# Patachou
Patachou, apodo de Henriette Ragon (París, 10 de junio de 1918-Neuilly-sur-Seine, 30 de abril de 2015), fue una cantante y actriz francesa.

## Biografía
En 1948, comenzó a dirigir un cabaret en Montmartre llamado Patachou, debutando en la canción. Los periodistas comenzaron a llamarla por el nombre del salón que significa "Bomba de crema" ("Pâte à choux").
Fue promocionada por Maurice Chevalier, y Georges Brassens debutó en su cabaret, siendo ella una de las primeras en interpretarlo. En el salón cantaron Jacques Brel y Charles Aznavour, también allí Édith Piaf hizo una de sus últimas apariciones.
Trabajó en famosos locales como Bobino de París y en 1953 en Londres, el Waldorf Astoria y Carnegie Hall de New York, Montreal y Hong Kong. 
Residió veinte años en Estados Unidos, realizando giras y apareciendo en The Ed Sullivan Show, los americanos la llamaron "Sunshine Girl".
En cine trabajó con Jean Renoir (French Cancan, 1954), Sacha Guitry (Napoleón, 1955) y, desde 1980, en la televisión.
Patachou animó el restaurante de la Torre Eiffel.
Fue condecorada con la Legión de Honor.

## Canciones famosas
- La Complainte de la Butte
- Bal chez Temporel
- Chanson tendre
- Comme tout l'monde
- Entre Pigalle et Blanche
- Histoire de roses
- Jolie môme
- La bague à Jules
- La Baya (Timélou, lamélou)
- La chose
- Le bricoleur (de Georges Brassens)
- Le piano du pauvre
- Mon homme
- Rue Saint Vincent
- Tire l'aiguille (Laï...Laï... Laï...)
- Voyage de noces
- Brave Margot (de Georges Brassens)
- J'ai rendez-vous avec vous (de Georges Brassens)
- À Saint-Lazare (Aristide Bruant)
- Maman, Papa (de y con Georges Brassens)
- Les femmes de mon mari (Album : Tiens... Patachou - 1974)
- Domino